# Laura McGloughlin
Laura McGloughlin és llibretera i traductora. Després d'estudiar Filologia anglesa, castellana i catalana a la Universitat de Cork, Irlanda, amb un any a la facultat de Filologia de la Universitat de Barcelona, va passar set mesos viatjant per Amèrica del Sud. Aleshores va acabar el Màster de Traducció Literaria a la University of East Anglia. Ha traduït diverses obres a l'anglès, com Pedra de tartera/Stone in a Landslide, de Maria Barbal, per Peirene Press i La venda/The Sale, de Lluïsa Cunillé, per Parthian Press. El 2011 va guanyar el premi inaugural del BCLT/TA (amb l'ajuda de l'Institut Ramon Llull i la Fundació Calouste-Gulbenkian) de sis mesos –setembre 2011 fins a febrer 2012– amb el traductor Peter Bush com mentor de la traducció.